# باتريك إي. هوبز
باتريك إي. هوبز (بالإنجليزية: Patrick E. Hobbs)‏ هو محامي أمريكي، ولد في 29 مارس 1960.